# Campeonato Paraguaio de Futebol de 1960
O Campeonato Paraguaio de Futebol de 1960 foi o quinquagésimo torneio desta competição. Participaram dez equipes. o Club Presidente Hayes foi rebaixado. O Campeão representa o Paraguai na Copa Libertadores da América de 1961.
| Equipe                  | Cidade   | Departamento     | No ano anterior                                                      | Estádio | Capacidade | Títulos                                | Participações |
| ----------------------- | -------- | ---------------- | -------------------------------------------------------------------- | ------- | ---------- | -------------------------------------- | ------------- |
| Club Cerro Porteño      | Assunção | Distrito Capital | Vice Campeão                                                         | --      | --         | 11 (último em 1954)                    | 44            |
| Club Guaraní            | Assunção | Distrito Capital | Sétimo Lugar                                                         | --      | --         | 5 (1906,1907, 1921, 1923, 1949 )       | 49            |
| Club Nacional           | Assunção | Distrito Capital | Nono Lugar                                                           | --      | --         | 6 (1909, 1911, 1924, 1926, 1942, 1946) | 50            |
| Club Olimpia            | Assunção | Distrito Capital | Campeão                                                              | --      | --         | 17 (último em 1959)                    | 50            |
| Sol de América          | Assunção | Distrito Capital | Sexto Lugar                                                          | --      | --         | 0 (não possui)                         | 47            |
| Club Libertad           | Assunção | Distrito Capital | Quarto Lugar                                                         | --      | --         | 6 (1910, 1920, 1930,1943, 1945, 1955 ) | 46            |
| Club Sportivo Luqueño   | Luque    | Central          | Terceiro Lugar                                                       | --      | --         | 2 (1951,1953)                          | 31            |
| Club River Plate        | Assunção | Distrito Capital | Oitavo Lugar                                                         | --      | --         | 0 (não possui)                         | 42            |
| General Caballero       | Assunção | Distrito Capital | Quinto Lugar                                                         | --      | --         | 0 (não possui)                         | 6             |
| Club Atlético Tembetary | Ypané    | Central          | Campeão do Campeonato Paraguaio de Futebol de 1959 - Segunda Divisão | --      | --         | 0 (não possui)                         | 1             |

## Premiação
| Campeonato Paraguaio 1960 Primeira Divisão |
| Assunção                                   |
| ------------------------------------------ |
| Club Olímpia Campeão (18º título)          |